# Moret-sur-Loing
Moret-sur-Loing ist ein Ortsteil von Moret-Loing-et-Orvanne, eine Commune déléguée mit 4.169 Einwohnern (Stand 1. Januar 2022) und eine ehemalige französische Gemeinde im Département Seine-et-Marne in der Region Île-de-France. Es war Hauptort (frz. chef-lieu) des Kantons Moret-sur-Loing im Arrondissement Fontainebleau und Mitglied im Gemeindeverband Moret, Seine et Loing.

## Geografie
Die Gemeinde liegt am Ufer des Loing und des Canal du Loing nahe der Mündung des Flusses in die Seine. Die Orvanne fließt in Moret-sur-Loing in den Loing. Die Route départementale D 606 (die ehemalige N5) mit dem Viaduc de Moret-sur-Loing bildet die südliche Ortsumgehung.

## Geschichte
Die Bedeutung von Moret-sur-Loing für Frankreichs Geschichte wurde mit der Errichtung der königlichen Burg zwischen 1128 unter Ludwig VI. dem Dicken (Louis VI, genannt le Gros oder le Batailleur, 1081–1137) und dessen Sohn Ludwig VII. dem Jüngeren (Louis VII, genannt le Jeune 1120–1180) und 1150 begründet. Die Errichtung dieser königlichen Residenz zog den Bau einer Reihe weiterer sehenswerter, teils noch erhaltener Bauwerke nach sich – so etwa den Baubeginn der, an der Stelle der romanischen Kirche in Anlehnung an die Kathedrale Notre-Dame de Paris errichteten gotischen Kirche Notre-Dame-de-la-Nativité. Nach – in der Folge teilweisen – Zerstörungen der Burg und Umbauten zum Schloss im 17. Jahrhundert ist nur mehr ihr ehemaliger Wehrturm (Donjon) erhalten, der heute als Wohnhaus dient. Besonders zu erwähnen ist die Galerie de l’Hôtel Chabouillé, der – abgesehen von einem bemerkenswerten Renaissance-Portal – einzig erhaltene Bauteil eines Hôtel particulier aus dem 16. Jahrhundert, des einstigen "Hôtel Chabouillé", das wegen seines plastischen Schmucks mit Emblemen des Königs Franz I. auch Maison François Ier genannt wird, welcher im wahrsten Sinn des Wortes eine "bewegte" Geschichte erfuhr: Im frühen 19. Jahrhundert wurde er für die ergänzende Gestaltung eines Pariser Palais im Stil der Neo-Renaissance käuflich erworben und demontiert. 1956 wurde dieses Palais demoliert, jedoch die Galerie Stein für Stein abgebaut und nach Moret-sur-Loing zurückgebracht, wo sie im Hof des Rathauses wiedererrichtet wurde. Sowohl die Bauwerke von Moret-sur-Loing wie die Kirche, die Stadttoranlagen der Porte de Paris (auch Porte de Samois bezeichnet) und der Porte de Bourgogne als auch die malerische Landschaft entlang des Loing und die historische Brücke aus dem 12. Jahrhundert waren besonders unter den Impressionisten, allen voran dem Engländer Alfred Sisley – der 20 Jahre in Moret-sur-Loing lebte und dort auch starb – und dem mit ihm befreundeten Claude Monet, beliebte Motive.
In jüngster Zeit (am 1. Januar 2015) fusionierte Moret-sur-Loing mit Écuelles und nahm den neuen Namen Orvanne an. Die beiden ehemaligen Gemeinden blieben als Teilgemeinden (frz. commune déléguée) von Orvanne erhalten. Vor der Fusion war der Ort mit dem INSEE-Code 77316 gekennzeichnet.
Am 1. Januar 2016 wurde aus den Gemeinden Orvanne, Épisy und Montarlot die Gemeinde Moret-Loing-et-Orvanne gebildet. Sitz der neuen Gemeinde ist das Bürgermeisteramt Moret-sur-Loing.

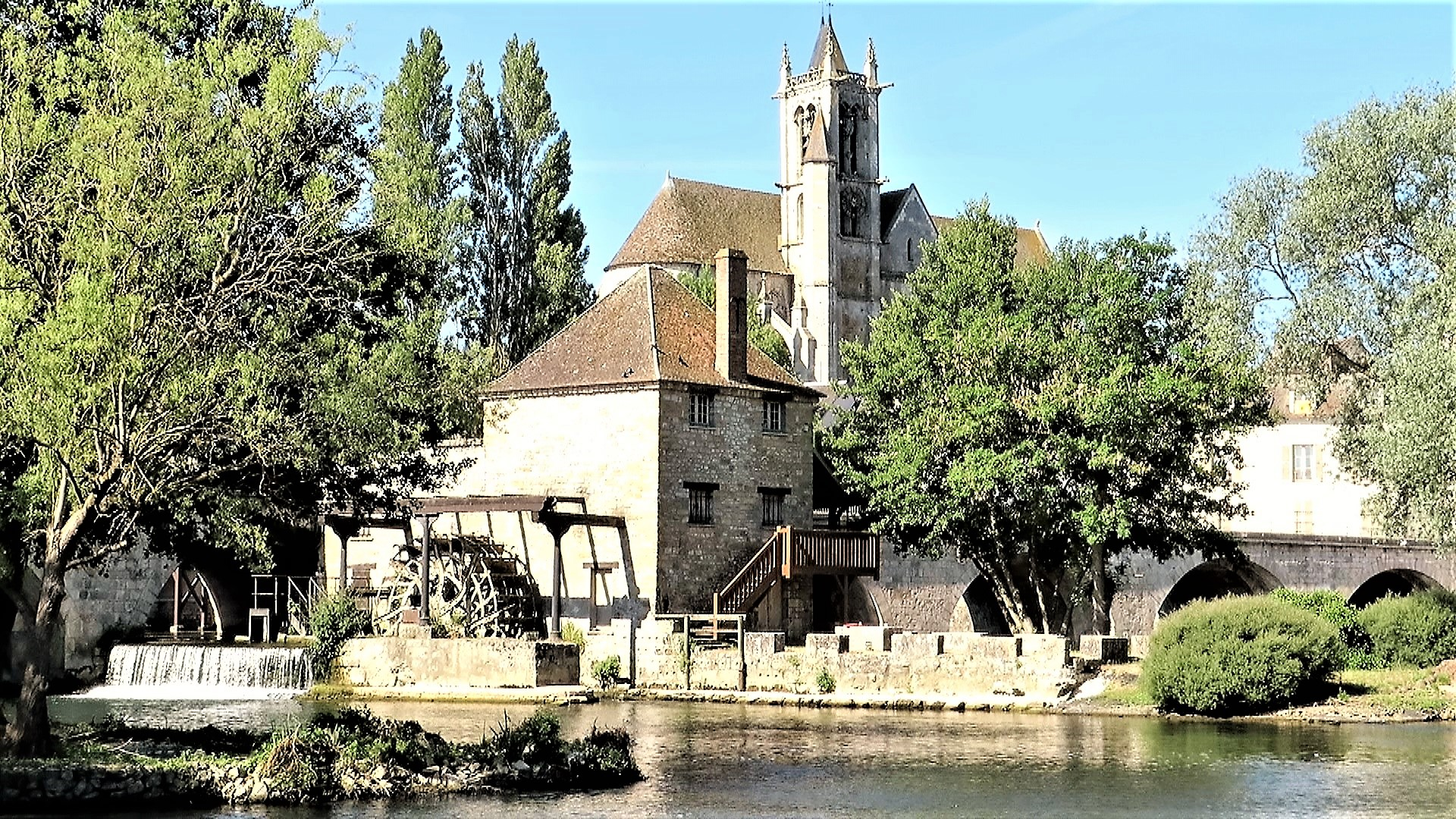
Ansicht von Moret mit Fluss und Wassermühle, im Hintergrund die Kathedrale Notre-Dame-de-la-Nativité

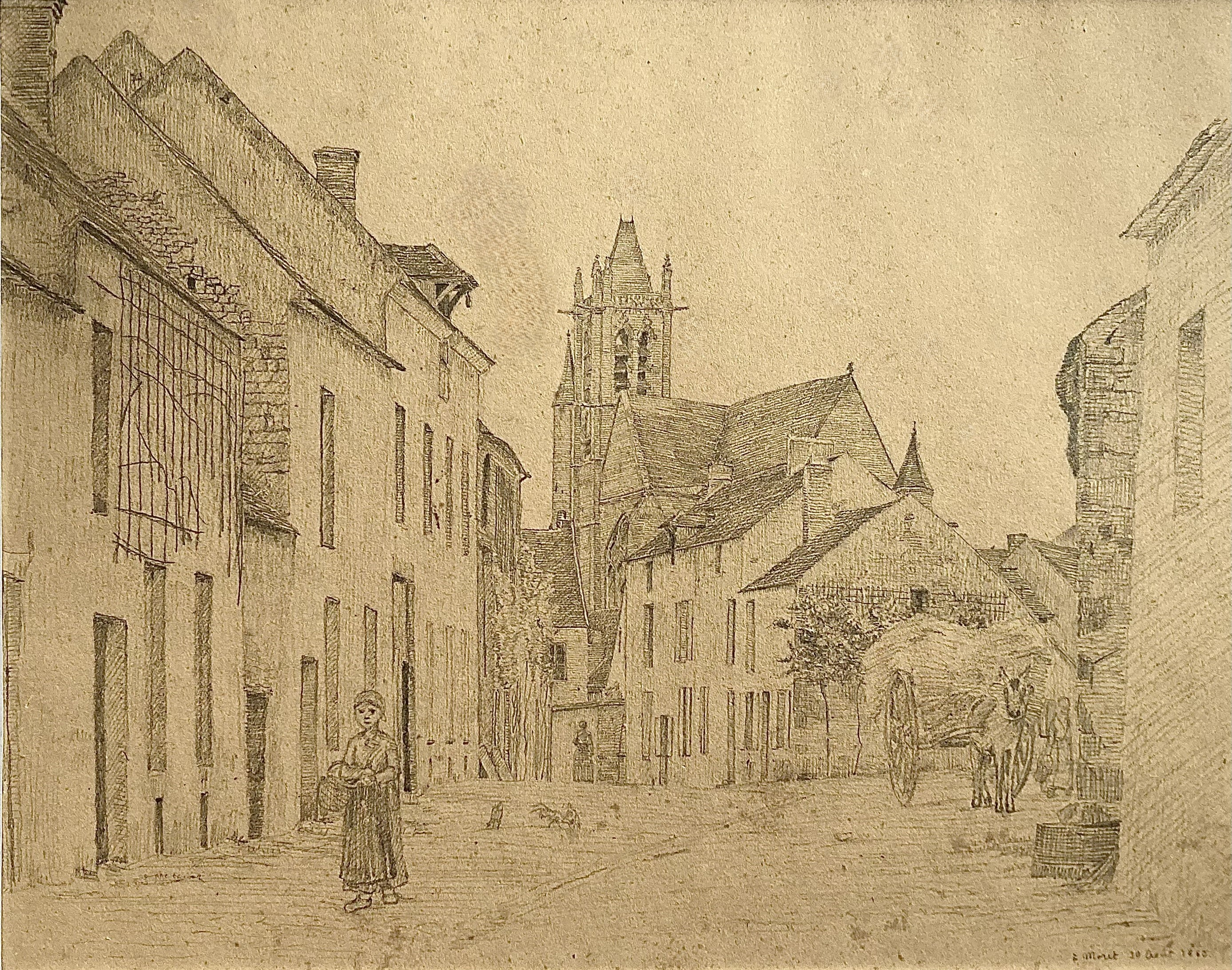
Blick auf die Notre-Dame-de-la-Nativité, Pierre de Salis-Soglio, bez.: à Moret, 30 août 1860, Bleistift/Papier, 27,2 × 32,8 cm, Privatsammlung Paris.

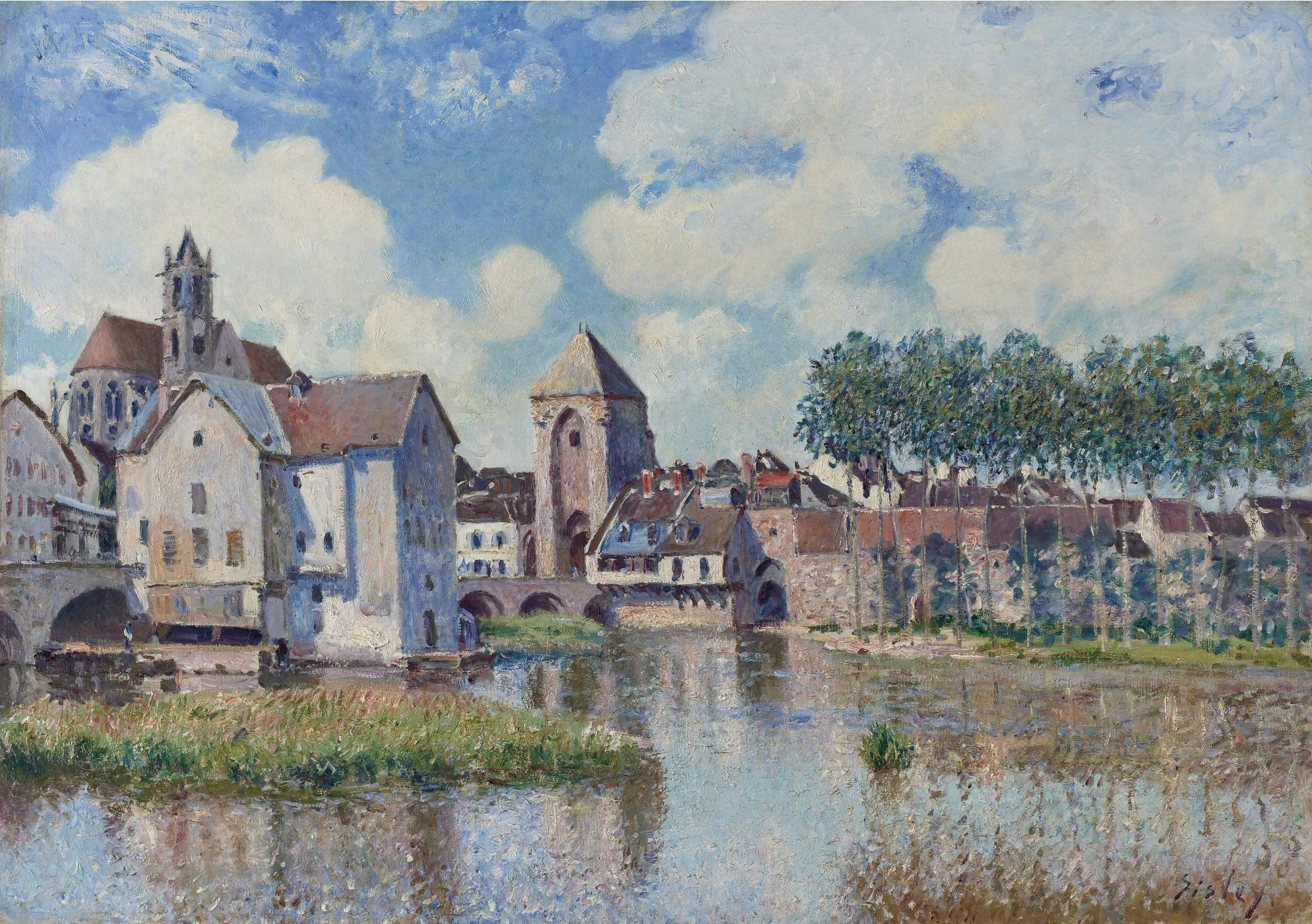
Moret-sur-Loing, Alfred Sisley, Öl/Leinwand, 65 × 92 cm, 1891

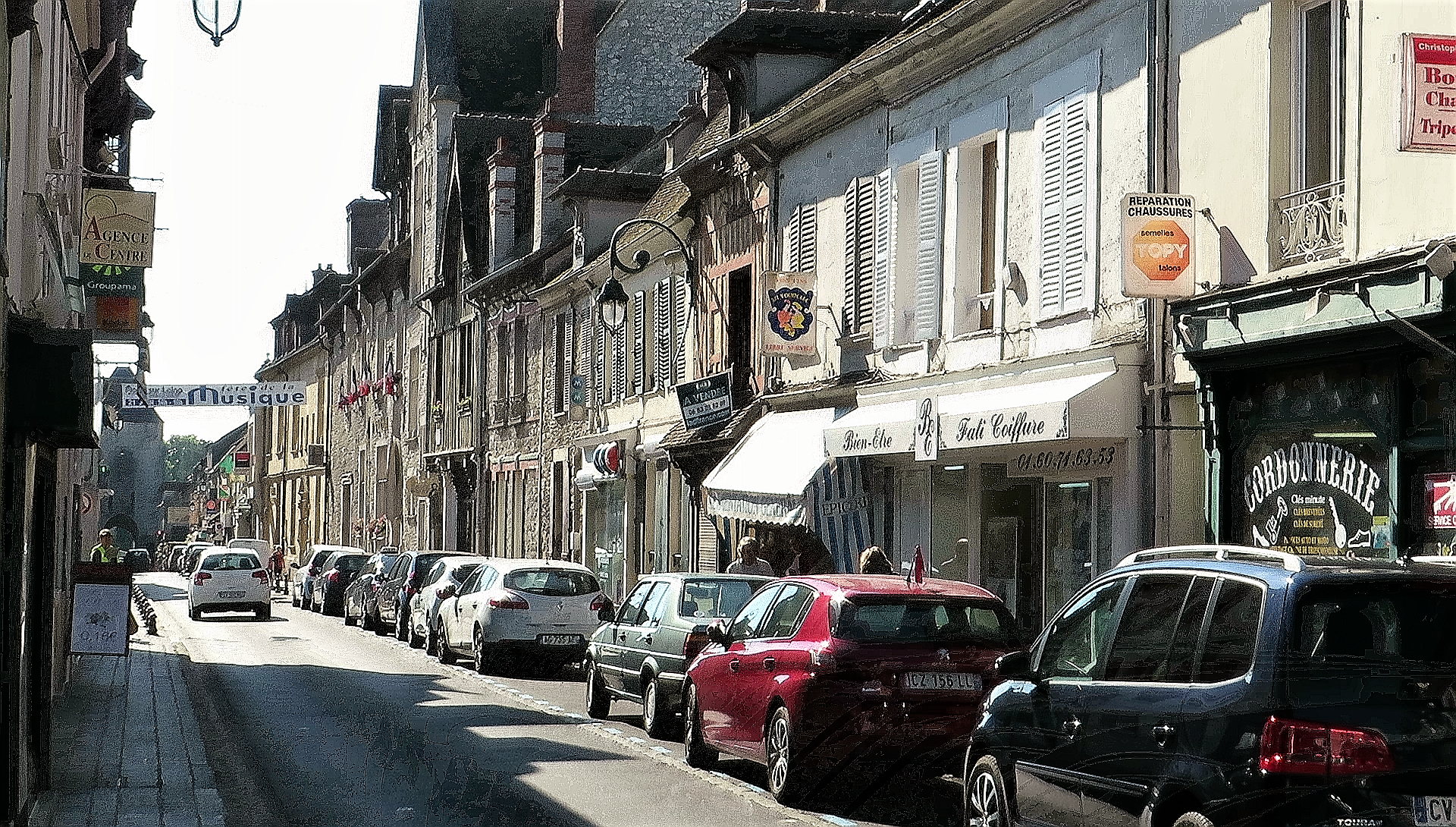
Moret sur Loing Hauptstrasse

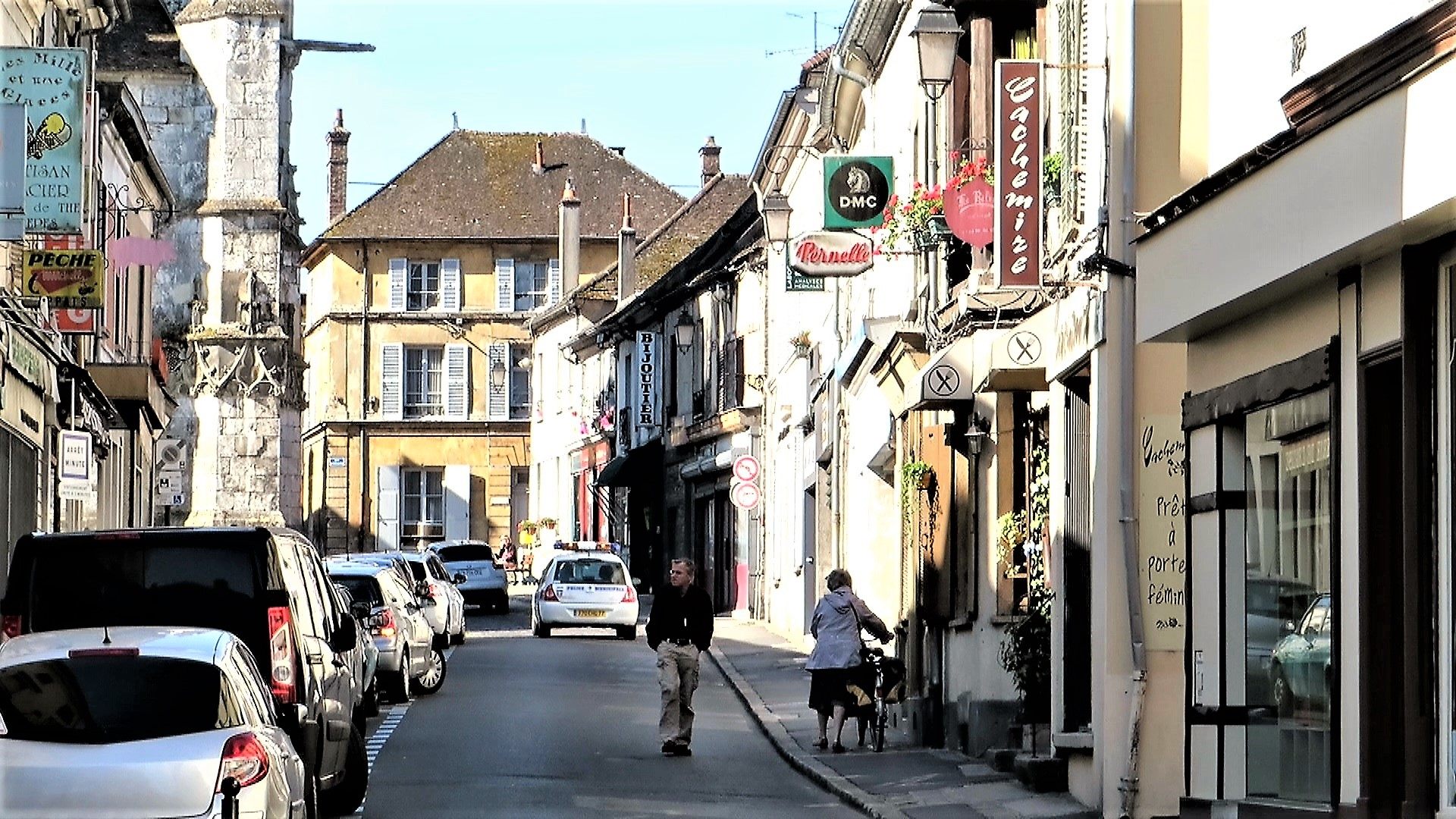
Moret sur Loing Seitenstrasse

## Sehenswürdigkeiten
siehe auch: Liste der Monuments historiques in Moret-Loing-et-Orvanne
- Die Reste der Befestigungsanlagen aus dem 14. Jahrhundert sind als Monument historique klassifiziert.
- Kirche Notre-Dame aus dem 12./15. Jahrhundert, der Impressionist Alfred Sisley malte im Jahre 1893 Notre-Dame mehrfach
- ehemalige Klosterkirche von Pont-Loup aus dem 12. Jahrhundert
- Galerie de l’Hôtel Chabouillé aus dem 16. Jahrhundert, im Hof des Rathauses
- Pont de Moret-sur-Loing, die alte Brücke, die ebenfalls mehrfach von Impressionisten gemalt wurde
- Aquäduktbrücke über den Loing

## Städtepartnerschaften
- Kilkenny in Irland
- Külsheim in Baden-Württemberg, Deutschland

## Persönlichkeiten
- Eugène Lavieille (1820–1889), französischer Landschaftsmaler der Schule von Barbizon, malte in Moret-sur-Loing und der Umgebung.
- Henri Lioret, Uhrmacher und Erfinder eines frühen Tonaufzeichnungs-Systems, wurde in Moret-sur-Loing geboren.
- Alfred Sisley (1839–1899), impressionistischer Maler, starb in Moret-sur-Loing.
- Kathleen Honora Greatorex (1851–1942), US-amerikanische Malerin und Illustratorin, starb in Moret-sur-Loing.
- Eleanor Greatorex (1854–1908), US-amerikanische Malerin, starb in Moret-sur-Loing.
- André Pottier (1882–1976), Radrennfahrer